# 33km停留所
33km停留所（さんじゅうさんキロメートルていりゅうじょ、ロシア語: о.п. 33 км）は、ロシア連邦カリーニングラード州カリーニングラードにあるロシア鉄道カリーニングラード鉄道支社カリーニングラード - バルチースク線の停留場である。列車の発着はなく事実上の休止状態が続いている。

## 駅構造
単式ホーム1面1線のホームを有する停留場。駅員無配置で、駅舎は設けられておらず直接ホームに入る構造である。

## 運行状況
- カリーニングラード - バルチースク線ではカリーニングラード - バルチースク間の近郊列車（エレクトリーチカ）が1往復設定されているが当駅は通過する[1]。また、貨物列車の発着もないため事実上の休止状態となっている。

## 隣の駅
ロシア鉄道極東鉄道支社サハリン地域部
カリーニングラード - バルチースク線
29km停留所 - 33km停留所 - プリモルスク・ノーヴィ駅